# 笹目宗兵衛
笹目 宗兵衛（ささめ そうべえ、1928年（昭和3年）11月21日 - 1994年（平成6年）9月17日）は、日本の政治家。茨城県笠間市長（3期）。

## 来歴
茨城県出身。慶應義塾大学法学部政治学科卒。笹目宗兵衛商店社長、市商工会青年部長、日本青年会議所茨城ブロック会長、市教育委員長、市体育協会会長などを務め、1984年笠間市長選挙に立候補し、初当選し、市長を3期務める。3期目途中の1994年体調を崩して入院、4月17日市議会議長に辞表を提出、翌日受理された。辞職後は療養に専念していたが、9月17日に死去した。